# Campionat del món de ciclisme en pista de 1968
El Campionat Mundial de Ciclisme en Pista de 1968 es va celebrar a Roma (Itàlia) del 26 al 29 d'agost, i a Montevideo (Uruguai) de l'1 al 10 de novembre de 1968.
Les proves professionals i femenines es van realitzar al Velodromo Olimpico de Roma i les altres es van disputar al Velódromo Municipal de Montevideo. En total es va competir en 11 disciplines, 9 de masculines i 2 de femenines.

## Resultats

### Masculí

#### Professional
| Prova                 | Or                         | Argent                       | Bronze                       |
| Velocitat individual  | Giuseppe Beghetto · Itàlia | Patrick Sercu · Bèlgica      | Giovanni Pettenella · Itàlia |
| Persecució individual | Hugh Porter · Regne Unit · | Ole Ritter · Països Baixos · | Leandro Faggin · Itàlia ·    |
| Darrere moto          | Leo Proost · Bèlgica       | Piet De Wit · Països Baixos  | Ehrenfried Rudolph · RFA     |

#### Amateur
| Prova                     | Or                                                                                | Argent | Bronze                                                                        |
| Velocitat individual      | Luigi Borghetti · Itàlia                                                          | Niels Fredborg · Dinamarca                                                                                       | Robert Van Lancker · Bèlgica                                                  |
| Persecució individual     | Mogens Frey · Dinamarca                                                           | Xaver Kurmann · Suïssa                                                                                           | Lorenzo Bosisio · Itàlia                                                      |
| Persecució per equips     | Itàlia · Cipriano Chemello · Lorenzo Bosisio · Giorgio Morbiato · Luigi Roncaglia | Argentina · Carlos Álvarez Seidanes · Juan Alves Gordon · Ernesto Contreras Vasquez · Juan Alberto Merlos Toledo | Suècia · Erik Pettersson · Tomas Pettersson · Gösta Pettersson · Josef Ripfel |
| Quilòmetre contrarellotge | Niels Fredborg · Dinamarca ·                                                      | Jack Simes · Estats Units ·                                                                                      | Gianni Sartori · Itàlia ·                                                     |
| Tàndem                    | Itàlia · Walter Gorini · Giordano Turrini                                         | Bèlgica · Daniel Goens · Robert Van Lancker                                                                      | Japó · Sanji Inoue · Takao Madarame                                           |
| Darrere moto              | Giuseppe Grassi · Itàlia                                                          | Cees Stam · Països Baixos                                                                                        | Benny Herger · Suïssa                                                         |

### Femení
| Prova                 | Or                                 | Argent                             | Bronze                            |
| Velocitat individual  | Alla Baguiniantz · Unió Soviètica  | Irina Kiritchenko · Unió Soviètica | Galina Ermolaeva · Unió Soviètica |
| Persecució individual | Raisa Obodovskaya · Unió Soviètica | Beryl Burton · Regne Unit          | Keetie Hage · Països Baixos       |

## Medaller
| Pos. | País           | Or | Plata | Bronze | Total |
| 1    | Itàlia         | 5  | 0     | 4      | 9     |
| 2    | Unió Soviètica | 2  | 1     | 1      | 4     |
| 3    | Dinamarca      | 2  | 1     | 0      | 3     |
| 4    | Bèlgica        | 1  | 2     | 1      | 4     |
| 5    | Regne Unit     | 1  | 1     | 0      | 2     |
| 6    | Països Baixos  | 0  | 3     | 1      | 4     |
| 7    | Suïssa         | 0  | 1     | 1      | 2     |
| 8    | Estats Units   | 0  | 1     | 0      | 1     |
| 8    | Argentina      | 0  | 1     | 0      | 1     |
| 10   | RFA            | 0  | 0     | 1      | 1     |
| 10   | Japó           | 0  | 0     | 1      | 1     |
| 10   | Suècia         | 0  | 0     | 1      | 1     |
|      | TOTAL          | 11 | 11    | 11     | 33    |